# Strandavatnet
Der Strandavatnet ist ein norwegischer Stausee in der Gemeinde Hol, in der Provinz Buskerud. Die Wasseroberfläche beträgt rund 23,75 km². Die Höhe der Wasseroberfläche bei Vollstau liegt bei rund 978 moh. Bedingt durch die 1952/1953 errichtete, 28 m hohe Staumauer schwankt der Wasserstand und kann bis auf ca. 950 moh. absinken. Im Südosten teilt sich der See in die zwei Arme Faugelifjorden und Stryknasfjorden auf. Zudem ragt dort die Oddelii-Halbinsel in den See, deren höchste Erhebung der Oddefjellet mit 1115 moh. darstellt.

## Bilder

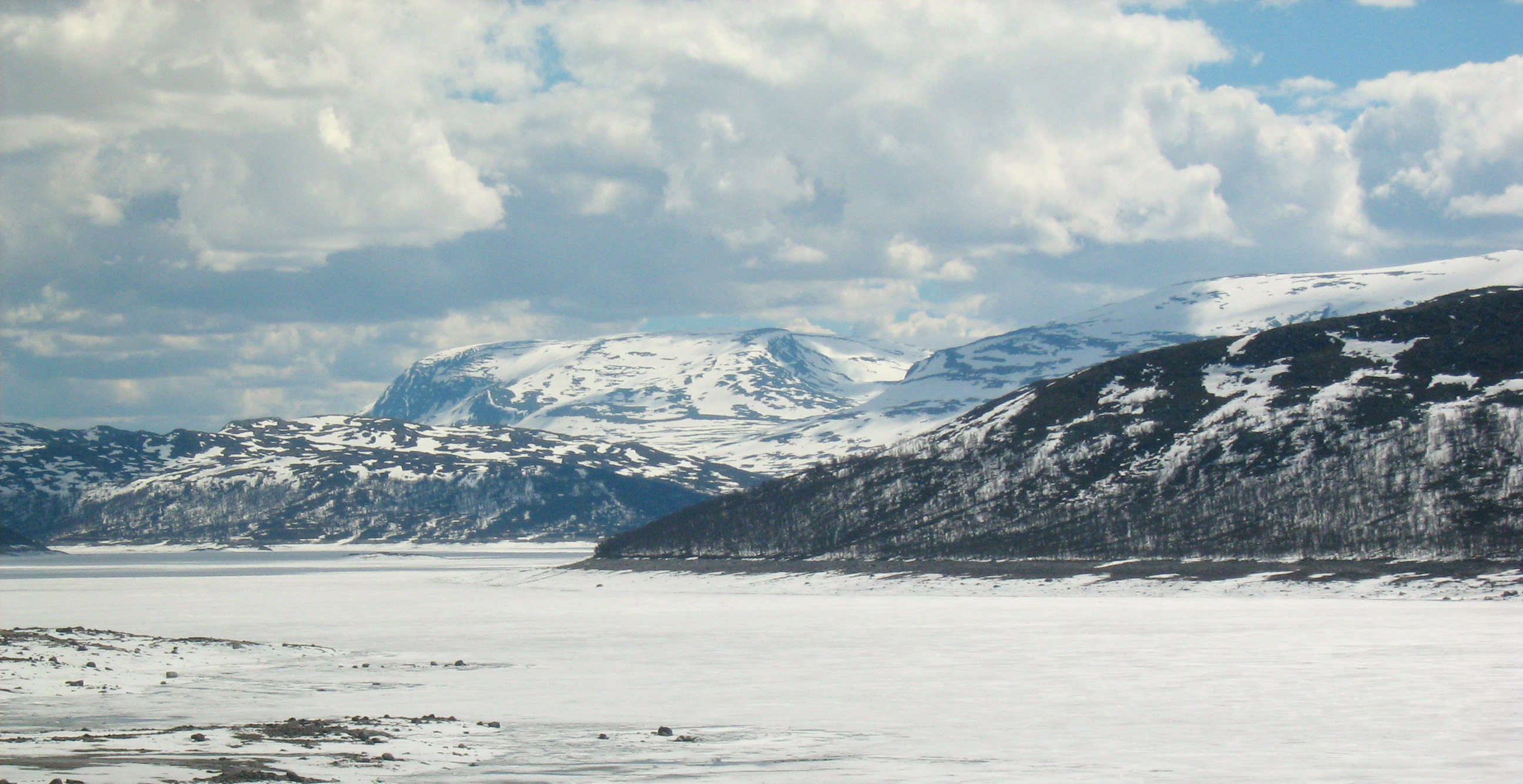
Der zugefrorene Strandavatnet im Mai 2013, Blick vom nördlichen Seeufer auf die Berge Storeskuta und Folarskardnuten
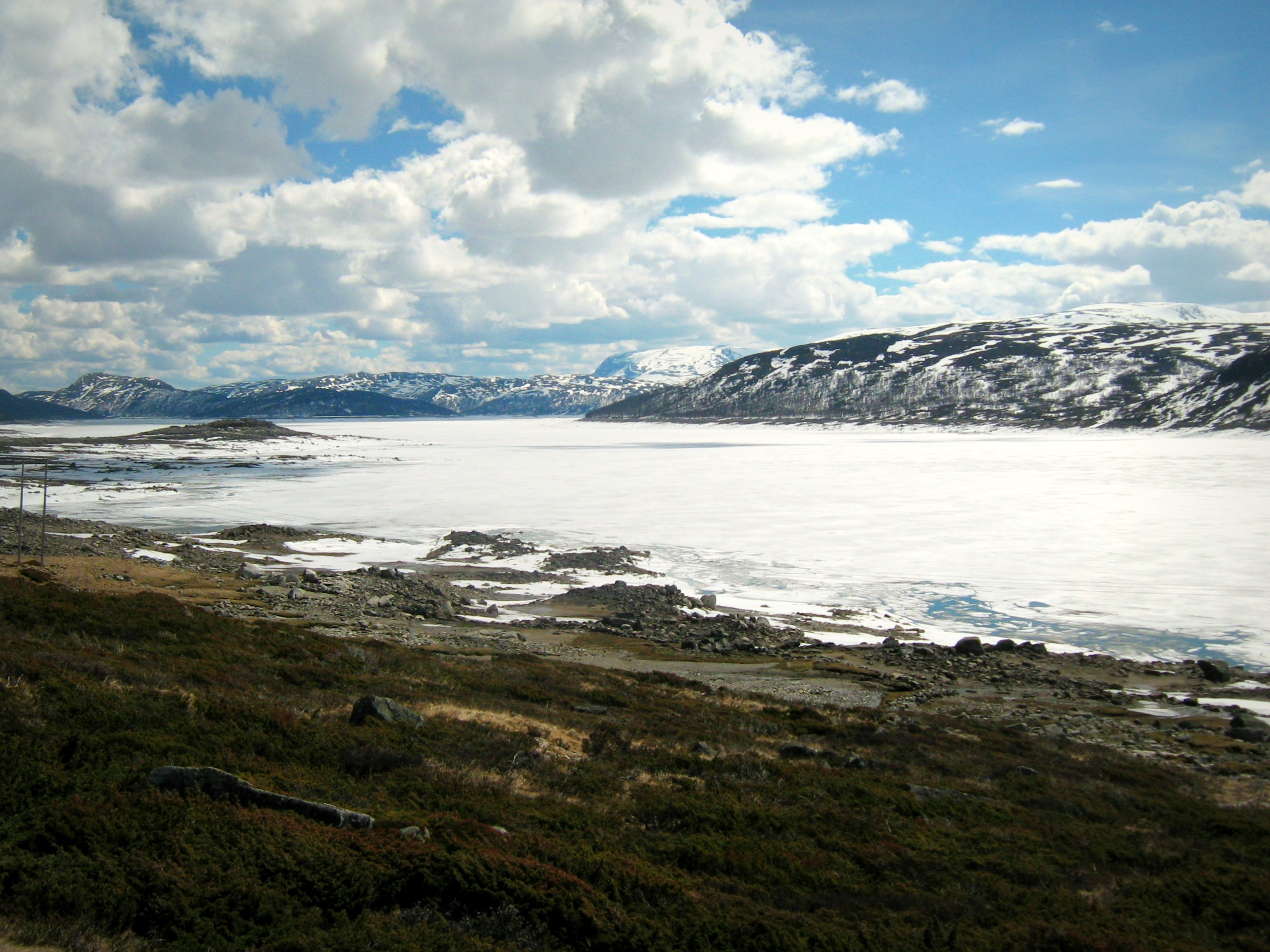
Blick vom nördlichen Seeufer auf den Storeskuta und die Hallingskarvet-Berge
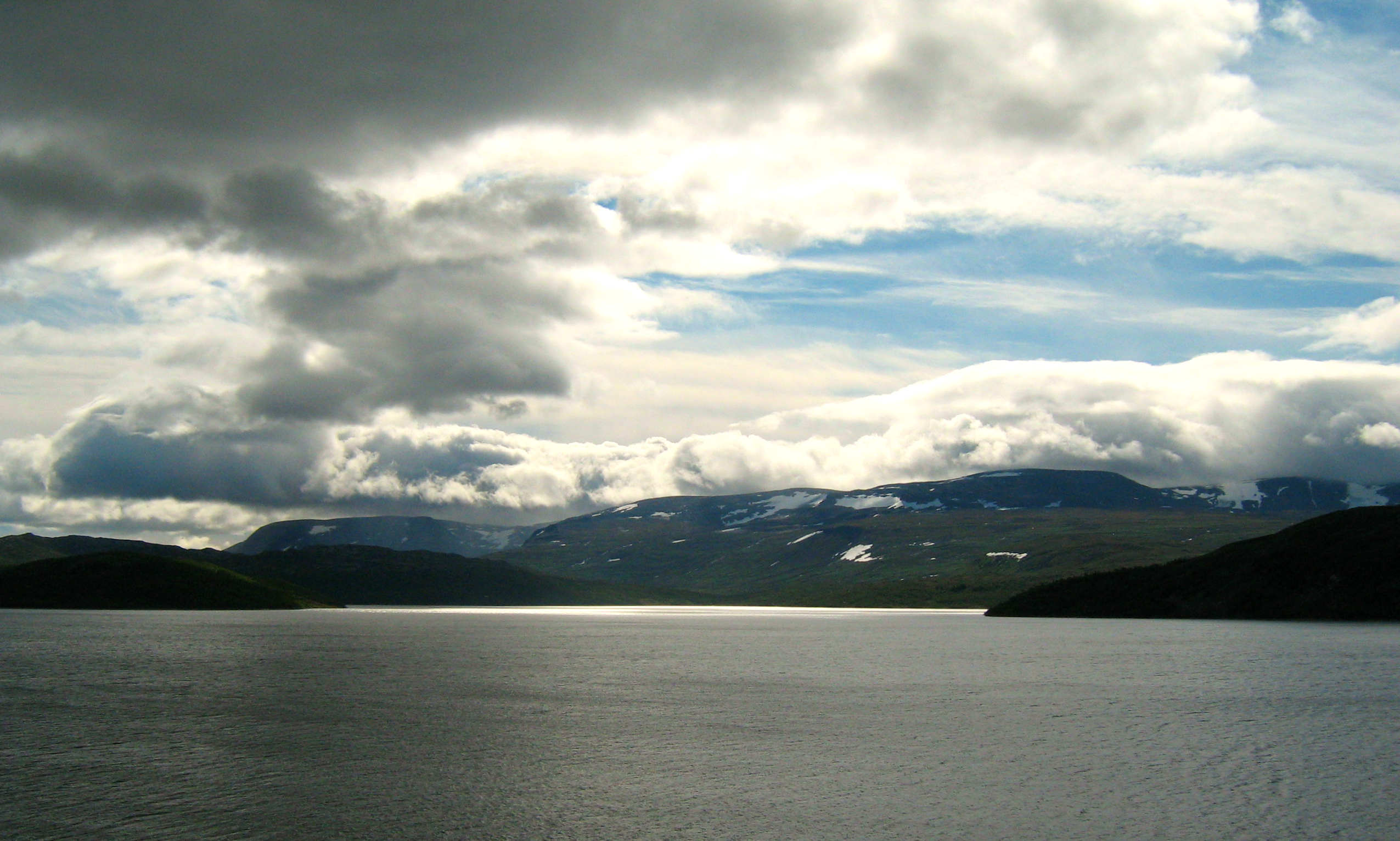
Blick über den Strandavatnet (September 2012)
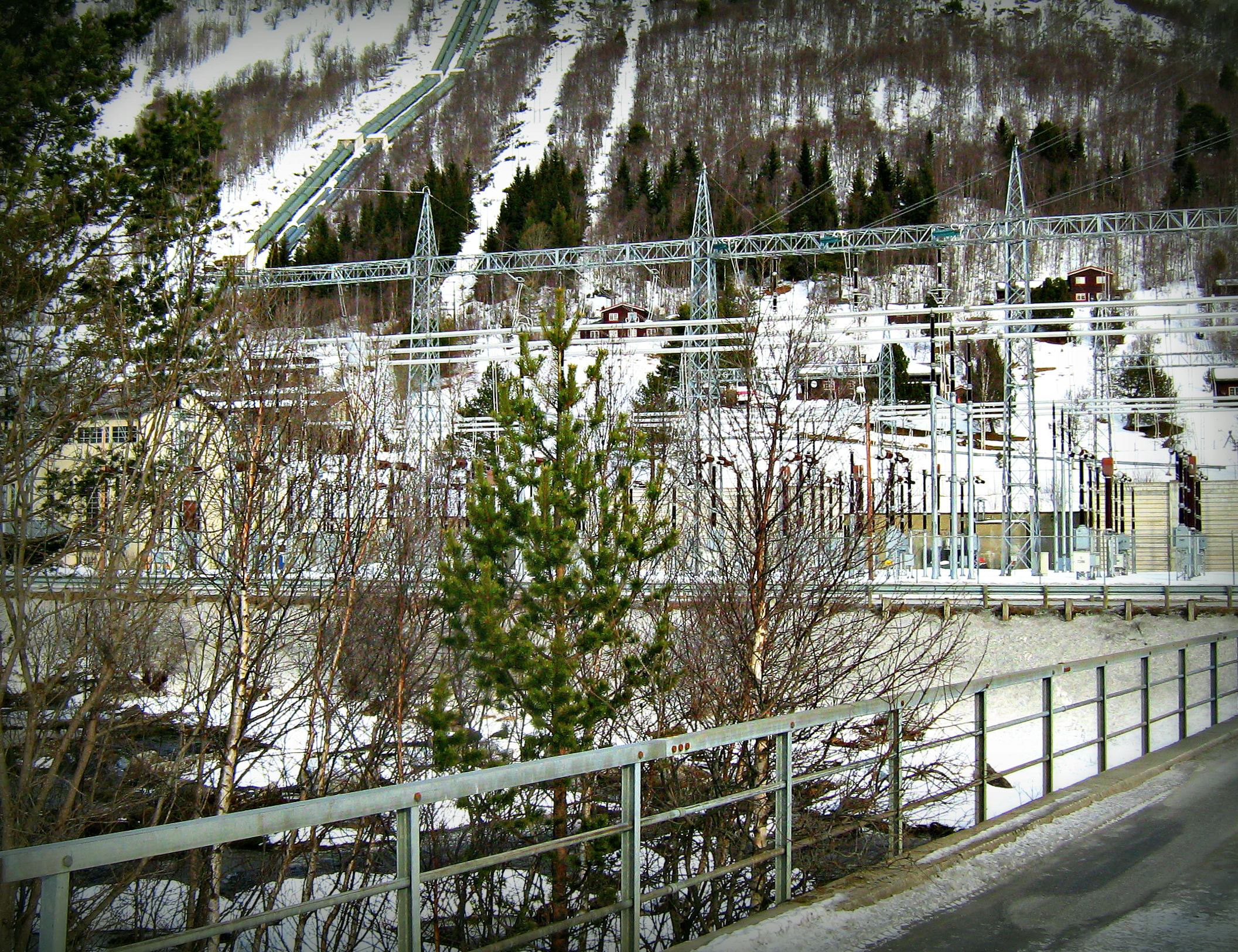
Wasserkraftwerk Hovet
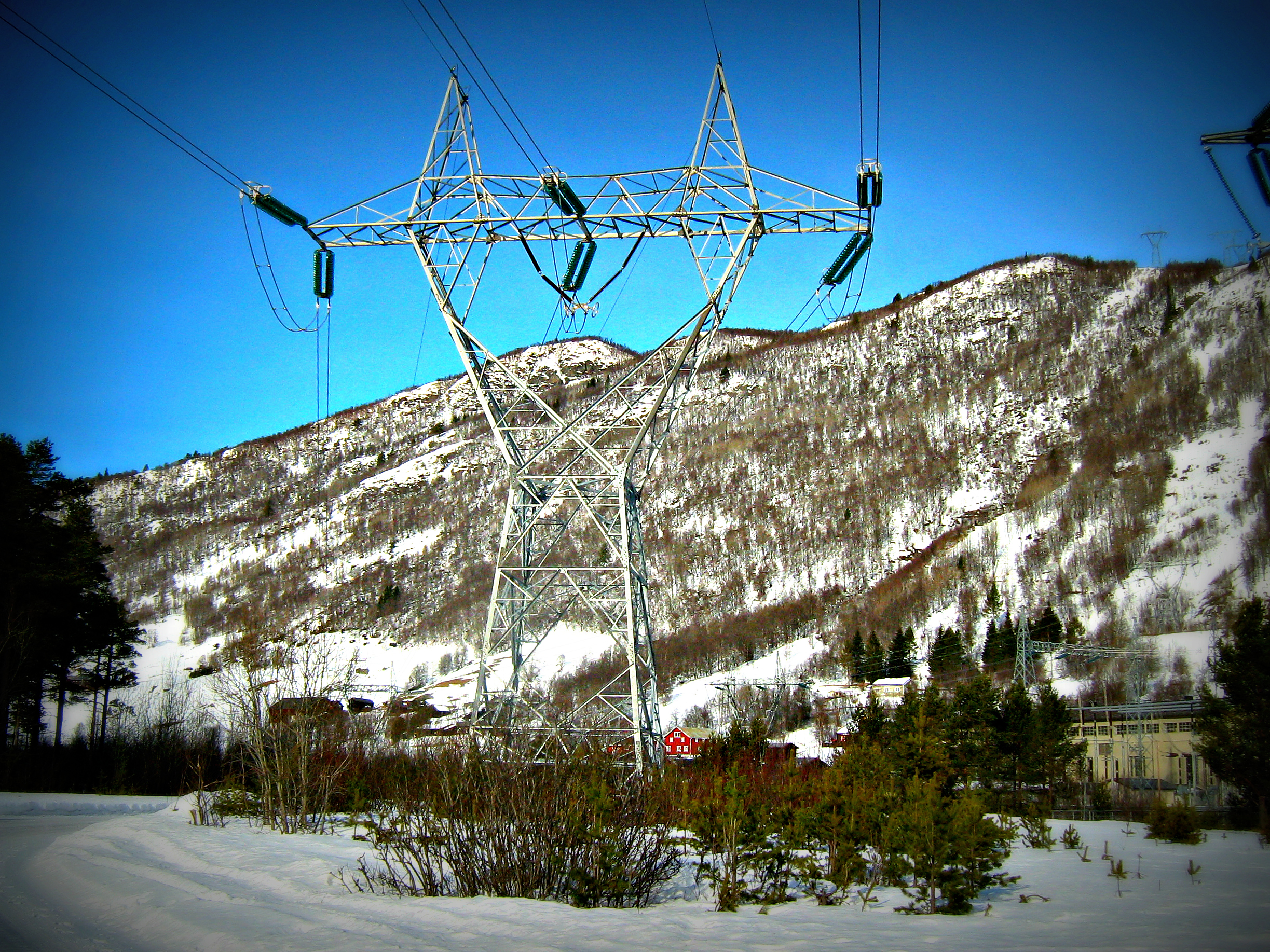
Green energy to Oslo